# 西藏茶藨子
西藏茶藨子（学名：Ribes xizangense）为虎耳草科茶藨子属下的一个种。西藏茶藨子主要产自西藏东北部、东部和南部，並生于高山坡地针叶林、灌丛中或谷底树旁。

## 扩展阅读
- 維基物種上的相關：西藏茶藨子